# 余鍧
余鍧（？—？），字子振，號肯山，江西饒州府德興縣人，軍籍，明朝政治人物。

## 生平
嘉靖元年（1522年）壬午科江西鄉試第九十五名舉人，五年（1526年）丙戌科三甲第二十八名進士。授推官，八年（1529年）九月升山西道監察御史，巡按直隸，兼巡視居庸等關，十年（1531年）十月條陳邊務事，十一年（1532年）巡按湖廣，揭發楚藩長樂長子朱英燿諸不法事，十二年（1533年）四月考察，以浮躁淺露降調，謫宿州判官，編有《嘉靖宿州志》八卷，升南刑部郎中，出為保定府知府，二十六年（1547年）調衢州府知府，卒於官。